# Sporting Erps-Kwerps
Sporting Erps-Kwerps, kort SpEK, is een Belgische voetbalclub uit Erps-Kwerps. De club sloot zich na oprichting in 1966 aan bij de KBVB met stamnummer 7000.
Van bij aanvang speelt Sporting op een voetbalveld aan de Kasteelstraat. Mee op aandringen van het toenmalige gemeentebestuur werd gekozen voor geel-blauwe tenue en clubkleuren.
De voetballer en trainer Sven Vandenbroeck speelde van 1988 tot 1991 in de jeugdploegen van SpEK. Voormalig voetballer Joachim Benfeld was van 2007 tot 2010 en van 2014 tot 2018 trainer van het eerste team.
Het team speelt het seizoen 2022/23 in de Vierde provinciale D Vlaams-Brabant.